# Lojze Grozde

## Biografija

### Mladost Lojzea Grozdeta
Lojze Grozde se rodio 27. maja 1923. u Zgornjim Vodalama u župi Tržišče kod Mokronoga na Dolenjskom Kraljevina Srba, Hrvata i Slovenaca kao vanbračno dete. Kad mu je bilo četiri godine, majka se udala i tamo je nije smeo posećivati. Kasnije, kad je Lojze napredovao u školi, očuh mu je postao pristupačniji. Tada se za Lojzea pobrinula tetka Ivanka. Posle četiri razreda osnovne škole je otišao da studira u Ljubljani, gde je tetka otišla služiti. Dobrotvori su joj pomogli, da je Lojze mogao redovno pohađati klasičnu gimnaziju, gde je bio odličan đak. Stanovao je u zavodu Marijanišče. Među školskim drugovima se je isticao kao pesnik i pisac. Postao je član i kasnije vođa đačke Katoličke akcije  i sarađivao u zavodskoj zajednici Marijine družbe. Tada je počeo Drugi svetski rat, kao i građanski rat. Teške prilike su ga poticale još na tešnji odnos sa Evharistijskim Isusom. Svi znaci su ukazivali, da Lojze želi studirati bogosloviju.
Nije se bavio politikom niti se je hteo uključivati u neku stranku. O njegovim stavovima do (građanskog) rata možemo zaključivati iz njegovih reči za vreme posete kod rodbine dva meseca pre tragične smrti. Na nagovaranje: „No, Lojze, kako izgleda, će trebati uzeti pušku u ruke;” je odlučno kazao: „Ne, ja je neću; to nije moja uloga! Ja sam određen za nešto drugo.” On nije hteo rešavati pravdu oružjem, nego obraćati grešnike uveravanjem, molitvom i žrtvom. Kao da je slutio, da ga čeka sudbina slična mnogim žrtvama ratnog i posleratnog doba.

## Mučeništvo, nalaženje i sahrana

### Odlazak kući bez povratka
Za vreme božićnog raspusta u osmom razredu gimnazije Grozde nije išao kući, ta bilo opasno otići, jer je tamo bilo sve više nasilja i posete nisu bile jednostavne. Poglavari su ga stoga nastojali uveriti, neka ostane kroz ferije u Ljubljani. Uprkos upozorenjima odlučio se na odlazak pred Novu godinu 1943. da bi saznao sudbinu svojih rođaka, o kojima nije dobivao nikakvih vesti. Zamolio je vlasti za putnu dozvolu. Na put je pošao sankama. Na Prvi petak, koji je pao one godine na 1. januara, je bio na misi u Cistercijanskom samostanu Stična, a zatim je pošao vozom iz Ivančne Gorice do Trebnjega. Tamo je saznao, da vozom ne može dalje, jer je bila pruga prekinuta - razrušili su je partizani. Hteo je otići do Mirne peške. Usput je priseo na neka kola. Kod prve kuće u Mirni je morao sići, jer ga je uhvatila partizanska straža te ga počela saslušavati. Kod njega su našli latinsku misnu knjižicu, knjigu duhovnih pobuda Tome Kempenca Nasleduj Hrista, knjižicu o Fatimskoj Majci Božjoj - te nekoliko svetih sličica. Odveli su ga u obližnju gostionicu i dalje ga saslušavali. Tri sata pre nego što su uhvatili Grozdeta, su u Mirni streljali bogoslova Janeza Hočevara, koji je za praznike hteo obići svoje rođake u bližnjem Šentrupertu. U Grozdetu su tražili vojnog obaveštajca; u njemu su videli mladog čoveka sa verskim uverenjem, koje su oni kao ateisti prezirali i proganjali. Među ljudima se je brzo iza toga proneo glas o okrutnosti novogodišnjeg slavlja Tomšičeve partizanske brigade, koja je zaposela Mirnu i okolinu.

### Izveštaji povodom Lojzeove smrti
Devedesetih godina, kada je povodom pedesetogodišnjice smrti Ljubljanska nadbiskupija započela postupak za Lojzeovu beatifikaciju, su se pojavili u novinama protivrečni izveštaji o okolnostima Lojzeove smrti; među ostalim je tek tada iznesena teza, da je Lojze doduše bio ubijen, ali da nije bio mučen.
O mučenju ipak govori već prvi Grozdeov kratki životopisni sažetak, koji temelji na izvornom rukupisu, koga je posle pronalaska tela potpisalo nekoliko svedoka. Taj spisak je kasnije OZNA odnela iz ljubljanskog biskupskog arhiva i nestao je bez traga. Slično opisuje mučenje takođe glavni Lojzeov životopisac profesor na teološkom fakultetu u Ljubljani dr. Anton Strle, koji je bio takođe Grozdetov vaspitač (prefekt) u Marijanišču. Zbog ovog životopisa je "zaradio" u "Novoj Jugoslaviji" pet godina strogog zatvora, jer se nije hteo ograditi od onoga, što je na temelju činjenica napisao u knjizi o Grozdeu "Mladec Kristusa Kralja" (1944). On tamo napominje, da:
leš nije bio pokopan i da je posebna komisija odmah po nalaženju ustanovila na telu očite tragove silnog mučenja. Grozdetov leš je bio potpuno sačuvan i bez najmanjeg znaka truleži, iako je ležao već sedam nedelja napolju, gde je bila temperatura prilično iznad nule... Na nogama su bili dobro vidljivi znakovi mučenja: svi prsti su bili pri kraju prorezani; na rukama su se poznali otisci užeta, kojim je bio svezan, kad su ga mučili. Tačno se je videlo, da je bilo odrezano celo desno uho sa desnim licem tamo preko usnice do donje čeljusti. Sva lična koža je bila povučena zajedno s uhom sa lica. Takođe donja polovina levog uha je bila odrezana. Jednako je bilo izrezano desno oko; levo oko pak je bilo zabodeno oštrim predmetom tako, da je isteklo. Na glavi se je poznala oko osam santimetara duga i šest santimetara duboka zevajuća rana. Morao je to biti smrtni udarac tupim alatom, budakom ili motikom. Tako zapisnik, na kojem je potpisanih deset očevidaca Grozdetova trupla. Kako razaberemo iz dodatnog izveštaja, je bila velika rana također na levoj strani ispod čeljusti. Tamo skroz su mu, kako pripovedaju, odrezali jezik u korenu. Na nozi pod kolenom su se našli tragovi, da su mu rezali remene, na stopalu i tabanima je bila koža delomice skinuta.
Politkomisar brigade Toneta Tomšiča Dušan Majcen - Nedeljko pak je dobre dve sedmice nakon ubojstva Lojzeta Grozdeta Centralnom komitetu Komunističke partije Slovenije poslao ovakav izveštaj:
Loše utiče na raspoloženje stanovništva takođe justifikacija izdajica, ako nema baš opipljivog dokaza. To se je n. pr. pokazalo u Mirni, gde je palo dvoje izdajica kurira /jednoga je ubila straža pri pokušaju bega/. Smrtna osuda drugoga je bila nekoliko preuranjena i izvršena iz preventivnih razloga. Inače je bilo dokazno, da je dotičnik član Katoličke akcije i našlo se je pri njemu cela gomila italijanskih propusnica, koje su mu dozvoljavale posetiti sve važnije belogardističke postojbine, ipak konkretnih dokaza, da prenosi izveštaje, nije bilo. Štab je bio kasnije primoran, da putem posebnog razglasa opravda stanovništvu, naročito u Št. Rupertu, potrebu smrtne osude. Pritom moram autokritički priznati, da sam se za slučaj premalo zanimao i nisam sprečio osudu, što bi mogao, da sam sarađivao u brigadnom sudu.
Ipak penzionisani partizanski general Lado Kocijan u svojoj verziji, koja je u nastavcima izlazila u Dolenjskom listu devedesetih godina tvrdi, da je otkrio, da postoje istorijski izvori i dokazi, koji su uvetovali smrtnu kaznu za Grozdeta (ipak ih nigde ne navodi). Kocijan dakle kaže:
Grozdeta su na Mirni zajedno sa prijateljem uhvatili partizani Tomšičeve brigade. Njegov prijatelj im je pobegao. Grozdeta su odveli u gostionu pod gradom, gde je bio štab Tomšičeve brigade. Tamo su ga saslušavali. Nije bilo ništa kritičnoga. Verovali su mu, da je išao samo u posetu. Pažljiviji pak su postali, kad su kod njega našli nenaslovljeno pismo na župnika u Mirni. U pismu je njegov pošiljalac tražio, da mu mirenski župnik Jakob Širaj nabavi spisak partizana i aktivista. Za sud je bio Grozde belogardistički kurir i zato osuđen na smrt. Izmišljotina jeste, da su ga mučili tako, da su mu skinuli kožu sa tabana, odrezali jezik i prste. Ipak su partizani zagrebli truplo preplitko, zato su manje rane na njemu prouzrokovale šumske životinje, koje su ga ogrizle.
Na tu tvrdnju odgovara cistercijanski pater Alojzij Ilc, koji je u Brazilu godine 2008 upitao Jožeta Mestnika, nekadašnjeg zapovednika vaške straže u Stični u godini 1942, dali zna za kakvo pismo, koje bi neka poverio Lojzetu Grozdetu za mirenskoga župnika. Odgovorio je: »Ne sećam se, da bi Grozdetu izručili bilo kakvo pismo.«

### Pronalaženje
23. februara 1943. se je delomice raskrilo, šta se u stvari događalo sa đakom Grozdetom, kojega su usred noći mučili u Mirni, a bio je još i maloletan (jer tada se punoletnost sticala napunjenom 21. godinom). Školarci su brali u šumi visibabe i pronašli njegov leš. Na njemu su bili vidljivi tragovi mučenja, a leš je bio neistrunut. Prevezli su ga u obližnji Šentrupert, gdje je komisija načinila zapisnik. Grozdetov leš nije bio pokopan, a ipak bez najmanjeg znaka truleži, makar je ležao već sedam nedelja na slobodnom te je bila temperatura dosta iznad nule...

### Sahrana
Grozdetovo telo su zatim sahranili na šentrupertskom groblju; poradi ratnih prilika ga naime nije bilo moguće prevesti u domaću župu Tržišče. Vest o mučenju i ubojstvu nevinog studenta je među ljude unela strah te duboko potresla njegove školske drugove i profesore, poznanike i prijatelje. Grozdetov glavni mučitelj je tačno četiri godine iza toga, 1. januara 1947, počinio samoubojstvo: sa autom je zavozio pred lokomotivu.

## Beatifikacija uCelju
Povodom 50. godišnjice Grozdetove smrti je nadbiskupija Ljubljana počela crkveni postupak za priznanje njegova mučeništva te time za njegovo proglašenje blaženim i svetim. Papa Jovan Pavle II je o njemu prilikom prve posete u Sloveniji (16—19.V.1996) rekao: »Sluga Božji Lojze Grozde je samo jedna od bezbrojnih nevinih žrtava komunizma, koje visoko dižu palmu mučeništva kao neizbrisivu uspomenu i opomenu. Bio je Hristov učenik.« Papa Benedikt XVI pak je kazao, da sveci nisu prošlost, nego predstavljaju sadašnjost i budućnost Crkve i društva. U punoći su ostvarili ljubav u istini, koja je u hrišćanskom životu najviša vrednost; njihovi likovi su kao prizme, koje u različitim nijansama odasjavaju jedinstveno svetlo, koje je Hrist.
»Rim je odredio, stvar je završena«, kaže izvještaj, koji su u sredu, 19. maja, preko papinske nuncijature u Ljubljani predali novomeškome biskupu Andreju Glavanu. Tamo je odobreno, da se proglašenje blaženim obavi u Celju. 27. marta 2010. je stigla iz Rima vest, da je papa Benedikt XVI odobrio dekret o mučeništvu Lojzea Grozdeta i primio u audijenciju prefekta Kongregacije za postupke svetaca, nadbiskupa salezijanca Angela Amata; potvrdio je objavu dekreta o Grozdetovu mučeništvu.
Time je data dozvola za svečanu beatifikaciju, koja se obavila 13. juna na Prvom slovenačkom evharistijskom kongresu u Celju. Mučenik Lojze Grozde je bio dakle službeno proglašen blaženim za vreme svete mise. U Papino ga je ime proglasio državni tajnik salezijanac kardinal Tarčizio Bertone. Na celjskom stadionu je prisustvovalo svečanosti između 30 do 40 hiljada vernika.
Na tom kongresu i na beatifikaciji je naglašeno, neka bude nedeljna misa u središtu hrišćanskoga života, kao što je bila u životu mladoga Lojzea, kojemu je bila po njegovim rečima "Evharistija - sunce života". Tako nije slučajno, da je bio baš za vreme Evharistijskog slavlja službeno upisan u nebeski spisak blaženih.«

### Slutnja smrti
Godine 1991. je izašla iz štampe neke vrste četvoro-logija o Grozdetu sa naslovom Slovenački mučenik Lojze Grozde. U njoj je najpre biografija, koju je verno prema izjavama mnogih svedoka te iz vlastitih iskustava te uspomena napisao Lojzeov vaspitač, koji ga je i najbolje poznavao, prefekt u zavodu Marijanišče, doktor Anton Strle. To je ponovno štampanje izdanja iz godine 1944. prošireno sa ocenama Tarasa Kermaunera, kratkim uspomenama Pogačara i izborom pesama, koje je pripremila istoričarka Berta Golob. Po štampanju knjige »Mladić Hrista Kralja« (Mladec Kristusa Kralja, Ljubljana 1944) su vlasti Strleta za pet godina zatvorile te mu pridodale još tri godine oduzimanja građanskih prava.
Strle opisuje, "kako su Lojzeta bolele nesreće, koje su druga za drugom dolazile nad narod" za vreme (građanskog) rata. Ipak "malodušnost u Lojzeovu srcu nije imala mesta." To pokazuje i pesma "Bolni sonet" iz godine 1942:
| Bolni sonet (deo) |
| --- |
| Slovenijo, Slovenijo, ti moja rana! Zaboravljena, prezrena te izdana, Neprijatelju prepuštena bez snage! Posegnule su krvave ruke, da te oskvrnjave, rastrgnu, razdrobe - miruj, srce, miruj: Bog još živi. |

Janez Pogačar, koji je Lojzea lično poznavao, jer je kod njih služila Lojzeova tetka Ivanka, je napisao "Sitne uspomene". U njima potvrđuje, da Lojze nije hteo uzeti oružje u ruke i da je zbog toga morao progutati mnogošta.
Istoričarka Berta Golob je pripremila izbor Grozdetovih pesama po tematici: raspoloženjske, verske i ljubavne pesme. O njemu kao pesniku kaže Kermauner: "Grozde se pokaže i u pesmama takav, kakvoga je ocrtao Strle u knjizi Mladić Hrista Kralja (Mladec Kristusa Kralja, Ljubljana 1944). Grozdetova ambicija nije: biti pesnik; takva je Balantičeva. Grozde hoće biti svetac."
Istina je doduše, da su smrt slutili takođe i drugi pesnici; na primer Srečko Kosovel, Dragotin Kette, Josip Murn-Aleksandrov kod Slovenaca, Đuro Sudeta (1903-1927) kod Hrvata ili Branko Radičević (1824–1853) kod Srba. Branka je pratila misao na smrt sa tolikom sigurnošću, da je tome posvetio jednu celu pesmu: »Kad mlidijah umreti«. I stvarno je umro mlad, tek sa dobrih 29 godina.
Imamo takvih slutnji i kod velikih pesnika drugih naroda: oni smrt nisu samo slutili, nego su mladi i umrli. Ipak se ovdje radi o očekivanju smrti, koju donosi bolest – a najčešće tada još neizlečiva tuberkuloza (TBC).
U Grozdetovu slučaju pak se radi ne samo o slutnji smrti, nego o predviđanju (svoje) krvavo-nasilne i okrutne smrti već godinama unapred. Neverovatno su si slični sa Balantičem (1921.– 1943) u tamnoj slutnji, da smrt nije više daleko. U tome pak je Franceu Balantiču i Lojzeu Grozdetu još najbliži Ivan Goran Kovačić (1913–1943) sa svojom poemom »Jama«. Slično je slutio i opisivao svoju skoru i krvavu smrt i mađarski pesnik Mikloš Radnoti.(1909.–1944) Kao što je Grozdetovo i Balantičevo delo izašlo u štampi tek posthumno, tako je bilo i sa Goranom (Jama), Miklošem i Brankom.
Navedimo na primer jednu Grozdetovu pesmu već iz četvrte škole, kad je imao samo četrnaest godina:
| Iskra (deo) |
| --- |
| Dole je drvo, mrtvo i golo; zadnji list sa njega sada leti na tle: vraća se u zemlju. Pak se mi pričini - meni govori: "Uskoro za mnom, možda još noćas, ići ćeš i ti." |

Neka slutnja, da će mlad morati umreti, i takođe o načinu te smrti – ga je stalno pratila, što se izražava u mnogim njegovim pesmama. Ako smemo verovati Strletovu životopisu, gde spominje nalaze komisije, je bila ova Lojzeova tamna slutnja više nego utemeljena.

### Simbol
Taras Kermauner je u propratnoj besedi ka životopisu Antona Strleta o Grozdetu zapisao: »Grozde ujedinjuje Baragovu revnost i apostolat, Gnidovčevu askezu i patnju, Slomšekov dar za organizaciju i samosvest... Simbolizuje sve mučeništvo, koje su podneli hrišćanski i katolički Slovenci za vreme Drugog svetskog rata i po njemu poradi svoje pripadnosti veri... Morali bi vratiti njegovu ličnost u opštu svest o herojima, koji su bili toliko godina slavljeni i gurani u prvi plan kao jedini podobni. Danas nama je za uzor potreban baš takav čovek kao Grozde - mučenik, svetac. Ne čovek agresivne vojne akcije, koji misli, da će Boga uvažiti oružjem i tuđom krvlju... Ne plašim se zapisati, da spada Grozde među najveće mlade Slovence; da je upravo njegovo držanje smerodavno i sadržajem najvrednije.«

### Film i TV
- Moj glas zliva se v prošnjo (Moj glas izleva se u molitvu) – Dokumentarna emisija-film na RTV Slovenija-1 Prvi program. Nastupa takođe beogradski nadbiskup i mitropolit Stanislav Hočevar.

## Zbirka slika
- Biskupi Kramberger, Hočevar te mnoštvo vernika
- Svečanoj misi su prisustvovali mnogi sveštenici
- Tribine su bile pune ljudi
- Redari su imali pune ruke posla
- Obred je počeo svečanom litijom
- Izaslanik pape Benedikta XVI kardinal Bertone
- Kardinal Bertone je vodio u papino ime obred beatifikacije
- U Mirni su partizani uhvatili i mučili maloletnog Lojzea.
- Na šentrupertskom groblju je našao Lojze zemaljski počinak.

## Spoljašnje veze
- Skofija-novomesto.si Proces za proglašenje Grozdeta blaženim počela je Ljubljanska nadbiskupija. Po osnivanju nove biskupije u Novom mestu je preuzela obavezu Novomeška biskupija. Ova stranica taj postupak redovito prati.
- Dnevnik.si Dnevnik.si u više navrata piše o Lojzetu Grozdetu sa popratnim komentarima.
- Mladi.net Mladi.net verno prenosi događaje u vezi sa Lojzetom Grozdetom.
- Rtvslo.si Rtvslo.si je mulitmedijalni portal. Donosi članke takođe o Grozdetu sa brojnim odzivima i komentarima.
- Družina.si[мртва веза] Druzina.si je internetsko izdanje Slovenačkog katoličkog nedeljnika Družina, koji izdaju slovenačke biskupije.
- Ocene života i rada Tarasa Kermaunera prigodom njegove smrti.
- Архивирано на веб-сајту  (9. фебруар 2011) Opasnost tadašnjih prilika pokazuje i spisak sa osnovnim životnim podacima ovih mučenika. Ovde su imena mučenih i ubijenih sveštenika i vernika za vreme i posle Drugog svetskog rata, za koje je počeo proces za beatifikaciju i kanonizaciju. Za Grozdeta je ovaj proces već završen; zato se njegovo ime više ne nalazi ovde. * Архивирано на веб-сајту  (9. фебруар 2011)
- Lojze Grozde; album sa slikama prigodom proglašenja blaženim u Celju i ostalima, koje su povezane sa njime.
- Dolenjsko; album sa slikama Lojzetove pokrajine, o kojoj je pevao u svojim pesmama te ju takođe poškropio svojom mučeničkom krvlju.
- Lojze Grozde, Dolenjsko, Ljubljana, Slovenia; mesta, gde je živeo, radio i trpeo pesnik i mučenik Lojze Grozde.
- Zvanični podaci o blaženom Grozdetu.
- ZENIT.org News Agency o beatifikaciji Lojzeta Grozdeta
- Franc Juvan: Pesma o Lojzetu Grozdetu
- Slovenski Ameriški Časi (Slovenian Americam Times) o Lojzetu Grozdetu